# Geothlypis trichas
Geothlypis trichas là một loài chim trong họ Parulidae.

## Hình ảnh

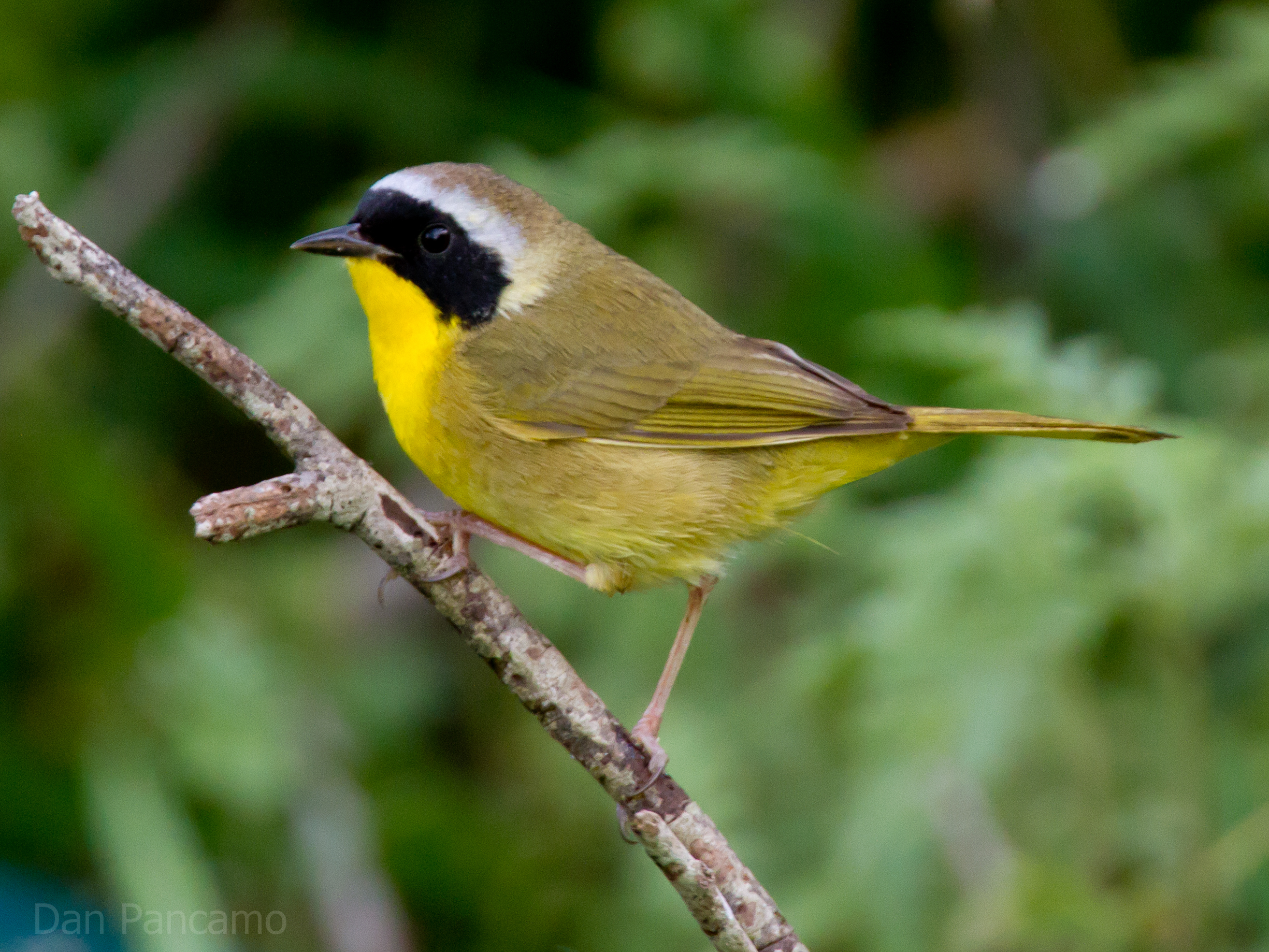
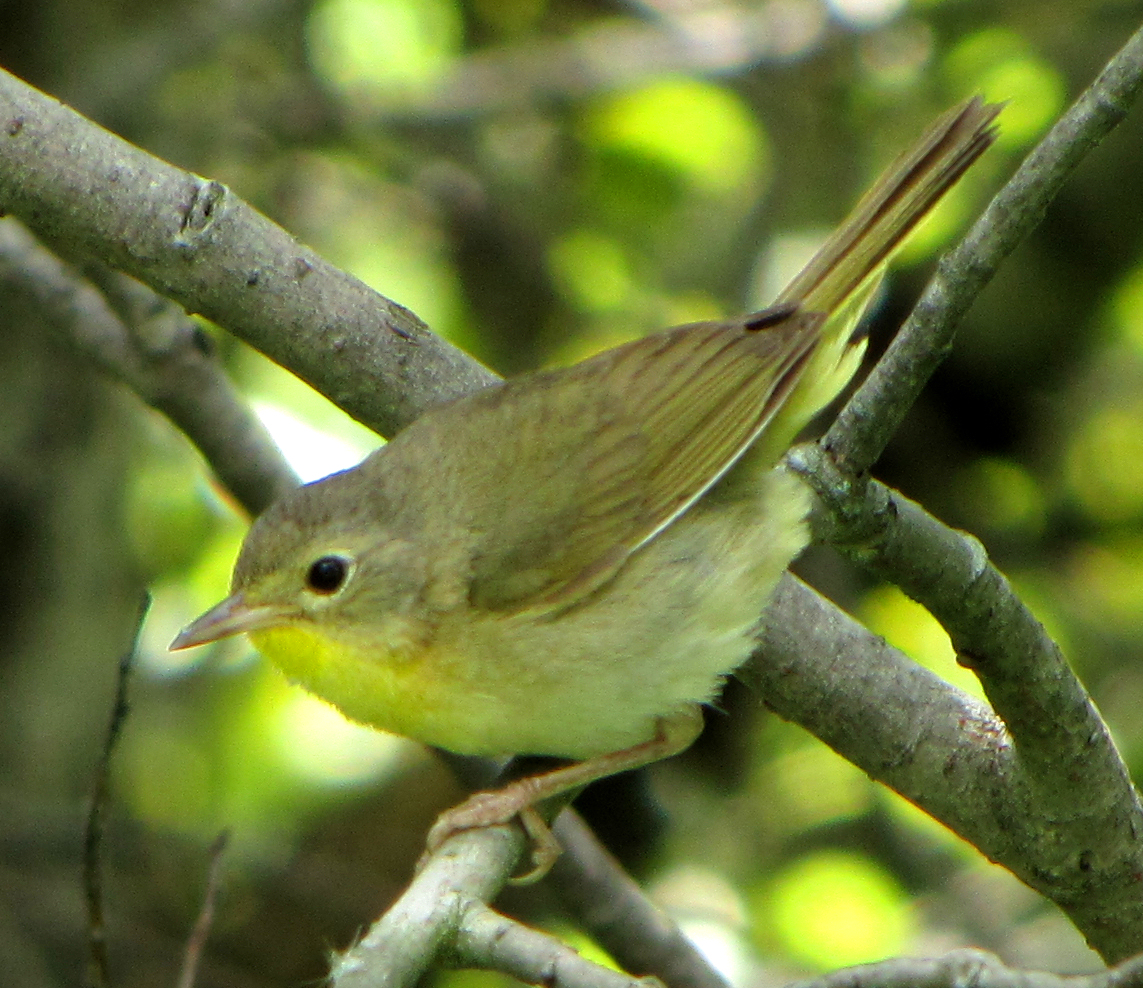
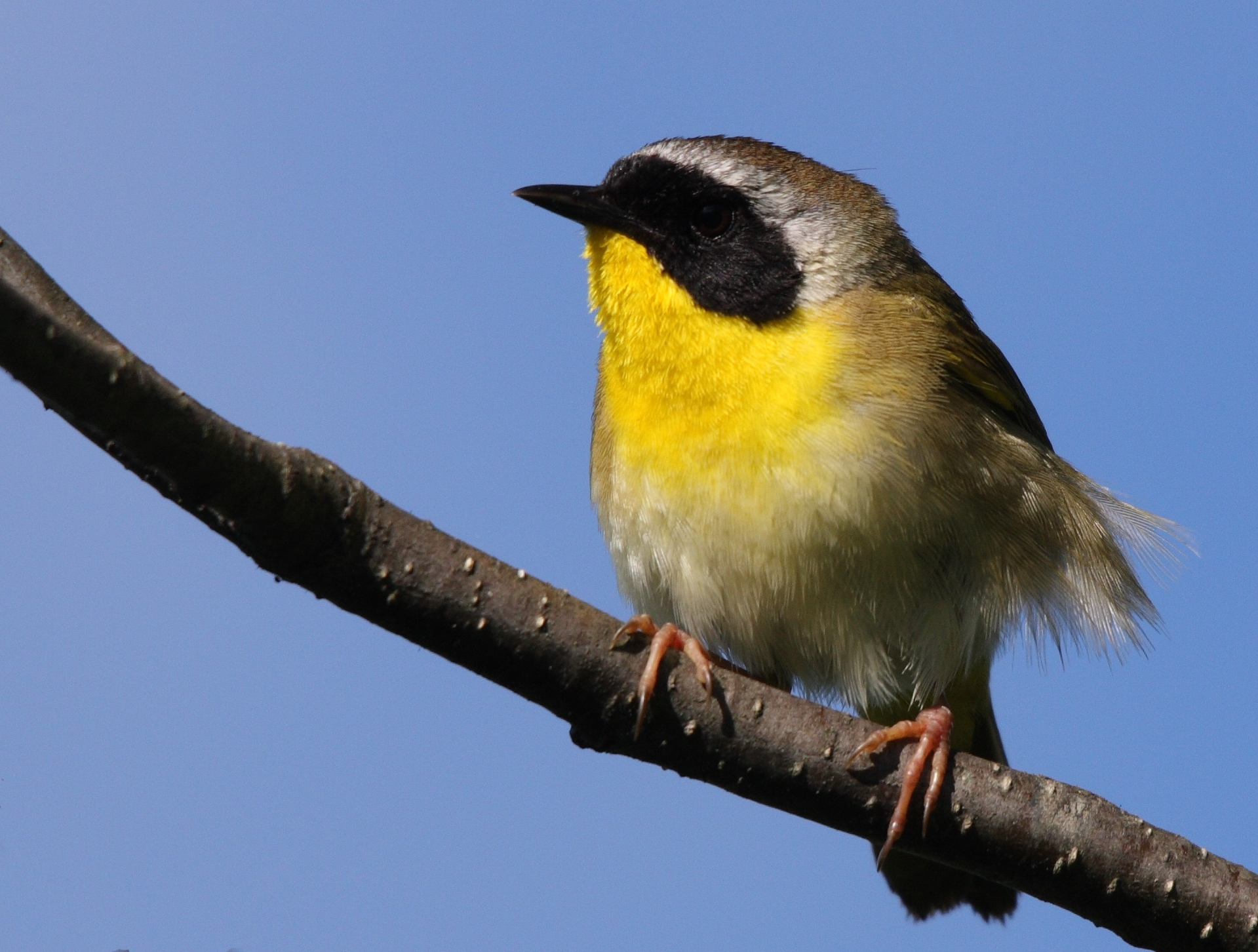
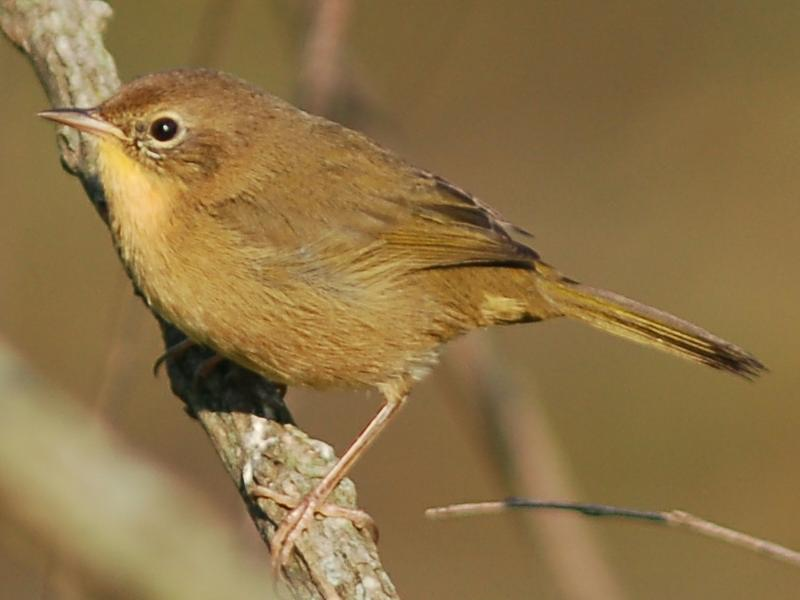
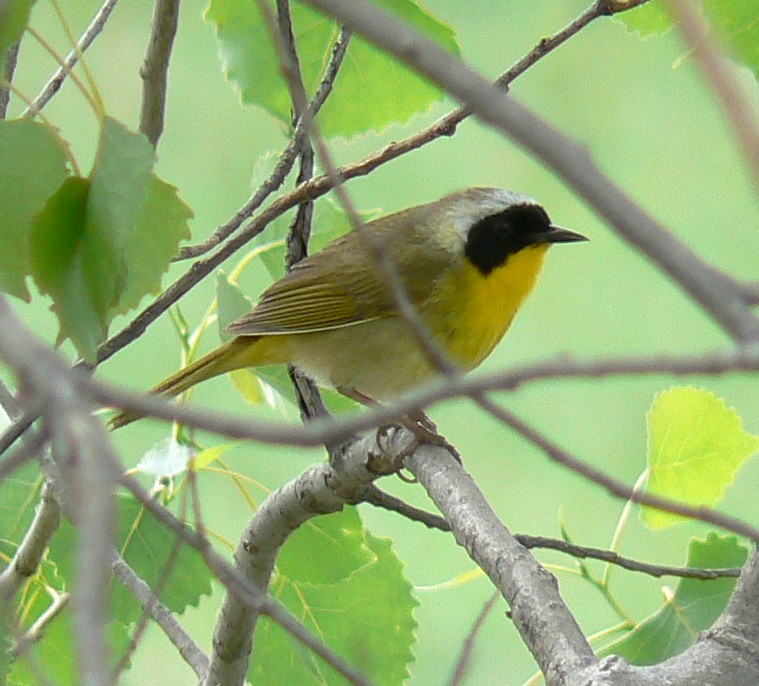